# Olga Šram
Olga Šram je umirovljena povjesničarka umjetnosti iz Subotice. Kulturna je djelatnica hrvatske zajednice u Vojvodini.
Veći dio radnog vijeka provela je u Subotici u gdje je radila u Modernoj galeriji Likovni susret, punih 29 godina. Dugogodišnja je suradnica HKC Bunjevačko kolo i drugih hrvatskih udruga, poput likovnog odjela tog centra. S kolonijom slamarki iz Tavankuta surađivala je preko 20 godina. 2013. godine otišla je u mirovinu.
Subotički redatelj Rajko Ljubič snimio je 2010. 30-minutni dokumentarni film o Olgi Šram "Olga Šram, povjesničarka umjetnosti" snimljen u okviru sekcije Hrvatskog akademskog društva iz Subotice.,
Članica je Povjerenstva za likovne radove za likovno-literarni natječaj Moj lipi zavičaj koji su raspisali u povodu Godine hrvatskih velikana u Vojvodini, Hrvatsko nacionalno vijeće, Zavod za kulturu vojvođanskih Hrvata i NIU Hrvatska riječ. Ostale članice povjerenstva su Ljubica Vuković-Dulić i Jasmina Jovančić-Vidaković.
Pisala je članke za Klasje naših ravni, Art magazin i druge.

## Vanjske poveznice
- Olga Šram Govor gline - detalj s prezentacije
- HKPD Matija Gubec Tavankut  Arhivirana inačica izvorne stranice od 3. veljače 2014. (Wayback Machine)
- Subotica.info  Arhivirana inačica izvorne stranice od 11. kolovoza 2013. (Wayback Machine) Olga Šram